# Alfred Gause
Alfred Gause (14 de febrero de 1896 - 30 de septiembre de 1967) fue un general alemán durante la II Guerra Mundial.

## Biografía
Gause tomó parte en la I Guerra Mundial, y recibió la Cruz de Hierro, de Segunda y Primera Clase. En los años de entreguerras estuvo entre los 4000 oficiales seleccionados para permanecer en el Reichswehr, el disminuido Ejército alemán. Sirvió principalmente en el estado mayor del Primer Batallón de Ingenieros prusiano.
Durante la Segunda Guerra Mundial fue un oficial de estado mayor altamente valorado. Gause fue inicialmente enviado a África con una gran partida de personal por el Oberkommando des Heeres (OKH), el Alto Mando del Ejército Alemán, para actuar de enlace con el Alto Mando Italiano. Gause tenía instrucciones específicas de no ponerse bajo las órdenes de Erwin Rommel, pero lo hizo cuando Rommel le dijo categóricamente que el mando de todas las tropas en África estaban bajo sus órdenes. Esto no era correcto, pero Gause accedió a la autoridad de Rommel, y sirvió como su Jefe de Estado Mayor. Resultó de incalculable valor para el famoso comandante del desierto, quien era bien conocido por dirigir sus fuerzas desde el frente y frecuentemente perdía el contacto con su personal de mando durante las operaciones. Gause pasó dos años y medio sirviendo a Rommel en el Afrika Korps. Aunque inicialmente fue enviado por el OKH para vigilar al comandante independiente, pronto desarrollaron un excelente relación de trabajo. En diciembre de 1941, Gause recibió la Cruz de Caballero de la Cruz de Hierro. A principios de mayo de 1943 fue rotado como oficial de la reserva, y así estuvo fuera del continente cuando las fuerzas del Eje en África se rindieron.
Gause se reunió de nuevo con Rommel en su puesto en Italia y Norte de Francia. En septiembre de 1944 se convirtió en Jefe de Estado Mayor del 6.º Ejército Panzer, que mantuvo hasta el fin de noviembre. En abril fue asignado al Generalkommando II Armeekorps en Curlandia (Estado Mayor General del Cuerpo de Ejército, Curlandia). Alfred Gause fue capturado por tropas soviéticas en la Bolsa de Curlandia en 1946 y fue prisionero de los soviéticos hasta su liberación en 1955.

## Condecoraciones
- Cruz de Caballero de la Cruz de Hierro el 13 de diciembre de 1941 como Generalmajor y Jefe del Generalstab Panzer Gruppe "Afrika"[4]